# Sima de las Palomas
Sima de las Palomas är en grotta i Torre Pacheco, Murcia, Spanien, belägen i berget Cabezo Gordo (en av höjderna i Campo de Cartagena). Det är en 20 m djup bergsklyfta i karstterräng, där kvarlevor av hominider har hittats från mellan- och senpaleolitikum, mellan 130 000 och 45 000 år sedan.

## Fyndplatsen
Sima de las Palomas är en vertikal grotta som är 20 m djup. 1991 hittade naturforskaren och speleologen Juan Carlos Blanco Gago ett ansiktsskelett av neandertalare instängt i cementerad breccia, medan han firade sig nerför Sima de las Palomas. Namnet kommer från de skogsduvor som bodde där. Rengöring och analys i laboratoriet visade att det var en del av en käke och en underkäke med en stor del av mänskliga tänder, av neandertaltyp. Efter flera arkeologiska undersökningar bekräftades hypotesen att klippöverhänget har bebotts och använts som boställe och gravplats för neandertalmannen.